# Несправжній удав
Несправжній удав (Pseudoboa) — рід неотруйних змій родини Вужеві. Має 6 видів.

## Опис
Загальна довжина представників цього роду коливається від 55 см до 1 м. Голова вузька. стиснута з боків. Очі середнього розміру з круглими зіницями. Тулуб стрункий, тонкий. Відмінністю цього роду є наявність неспарених підховстових щитків. Голова значно темніше за тулуб й хвіст. Забарвлення спини блідо—червоне, червонувато—коричневе, чорне. Черево кремове або блідувате. У деяких видів присутній світлий «комірець» на шиї.

## Спосіб життя
Полюбляють піщані, глинясті ґрунти у тропічних лісах. Практично усе життя проводять на землі, втім можуть збиратися на кущі та дерева. Активні у присмерку. Харчуються гризунами, земноводними та ящірками. Душать здобич на кшталт удавів.
Це яйцекладні змії.

## Розповсюдження
Це ендеміки Південної Америки.

## Види
- Pseudoboa coronata
- Pseudoboa haasi
- Pseudoboa martinsi
- Pseudoboa neuwiedii
- Pseudoboa nigra
- Pseudoboa serrana